# Alphitonia pomaderroides
Alphitonia pomaderroides är en brakvedsväxtart som först beskrevs av Edward Fenzl, och fick sitt nu gällande namn av Anthony R. Bean. Alphitonia pomaderroides ingår i släktet Alphitonia och familjen brakvedsväxter. Inga underarter finns listade i Catalogue of Life.